# Thomas W. Dunn

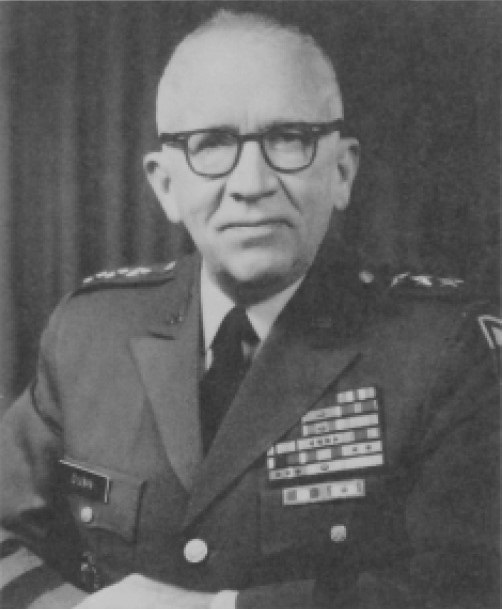
Thomas W. Dunn (1967)

Thomas Weldon Dunn (* 12. September 1908 in Fort Worth, Texas; † 19. Januar 1983 in San Antonio, Texas) war ein US-amerikanischer Generalleutnant der US Army, der von 1962 bis 1963 Kommandierender General des III. US-Korps (III Corps), zwischen 1963 und 1964 Kommandierender General des I. US-Korps (I Corps), sowie von 1965 bis 1966 Kommandierender General der 1. US-Armee (First US Army) sowie zuletzt zwischen 1966 und 1967 Kommandierender General der 4. US-Armee (Fourth US Army) war.

## Leben

### Offiziersausbildung und Zweiter Weltkrieg
Thomas Weldon Dunn, Sohn von Thomas William Dunn und dessen Ehefrau Mamie Bryan Dunn, begann nach dem Besuch der High School 1926 eine Offiziersausbildung an der US Military Academy in West Point, die er 1930 abschloss. Im Anschluss trat er als Leutnant in die Feldartillerie ein und wurde dem in Fort Sam Houston stationierten 12. Feldartillerieregiment (12th Field Artillery Regiment) zugeordnet. Im August 1933 begann er einen Lehrgang für Batterie-Offiziere an der Feldartillerieschule (US Army Field Artillery School) in Fort Sill und wurde nach dessen Abschluss 1934 zum 11. Feldartillerieregiment (11th Field Artillery Regiment) in den Schofield Barracks auf Hawaii versetzt. Im Dezember 1936 wechselte er zu dem in Fort Bragg stationierten 17. Feldartillerieregiment (17th Field Artillery Regiment) und wurde 1939 Schießausbilder an der US Army Field Artillery School, ehe er im Juli 1941 Schießausbilder an der dortigen Offiziersanwärterschule (Officer Candidate School) wurde.
Nach dem Angriff auf Pearl Harbor am 7. Dezember 1941 und dem Eintritt der Vereinigten Staaten in den Zweiten Weltkrieg am darauf folgenden 8. Dezember 1941 wurde Dunn 1942 nach Australien verlegt, wo er Leitender Ausbilder an der Offiziersanwärterschule der US-Streitkräfte im Südwestpazifik (Southwest Pacific Area) in Brisbane wurde. Im Juni 1943 wurde zunächst Assistierender Direktor für Ausbildung sowie schließlich im November 1943 Direktor für Ausbildung dieser Offiziersanwärterschule. Im April 1944 wechselte er als Assistierender Artillerieoffizier ins Hauptquartier der Sechsten US-Armee (Sixth US Army) und nahm mit dieser im Pazifikkrieg bis zur Kapitulation Japans am 2. September 1945 an Kampfeinsätzen in Neuguinea, Leyte und Luzon. Nach Kriegsende blieb er als Offizier der aus der Sechsten US-Armee bestehenden Besatzungstruppen in Japan und wurde 1946 als Oberst für seine militärischen Verdienste in der Sechsten US-Armee zwei Mal mit dem Legion of Merit geehrt.

### Nachkriegszeit, Koreakrieg und Korpskommandeur
Im Februar 1946 kehrte Thomas W. Dunn als Assistierender Direktor für das Schießwesen an die US Army Field Artillery School und wechselte im Juli 1947 als Instrukteur der Abteilung für Analyse und Forschung an das Command and General Staff College in Fort Leavenworth. Nachdem er zwischen 1949 und 1950 das National War College (NWC) in Fort Lesley J. McNair besucht hatte, wurde er Mitglied der Sektion Politik, Ausbildung und Organisation der Gemeinsamen Strategischen Planungsgruppe im Büro der Vereinigten Stabschefs JCS (Joint Chiefs of Staff) und dort im Juli 1951 Assistent des Direktors des Gemeinsamen Stabes (Joint Staff). Zum Ende des Koreakrieges wurde er im Februar 1953 zunächst Kommandeur der Artillerie der 40. US-Infanteriedivision (40th Infantry Division) sowie zuletzt Kommandeur der Artillerie des I. US-Korps (I Corps). Für seine militärischen Leistungen in der 40. Infanteriedivision wurde er mit dem Silver Star geehrt. Nach seiner Rückkehr aus Südkorea wurde er im Februar 1954 Leiter der Abteilung Organisation und Ausbildung im Büro des Assistierenden Chefs des Heeresstabes für Operationen (Assistant Chief of Staff, G-3, Department of the Army) und sechs Monate später im August 1954 stellvertretender Kommandant des in Carlisle liegenden US Army War College (USAWC), dessen kommissarischer Kommandant er zeitweise war. Im Juli 1956 übernahm er den Posten als Kommandierender General des Heeresausbildungszentrums für Feldartillerie (US Army Training Center (Field Artillery)) in Fort Chaffee.
Im Januar 1958 wurde Dunn zum Assistierenden Chef des Stabes für Programme im Obersten Hauptquartier der Alliierten NATO-Streitkräfte in Europa SHAPE (Supreme Headquarters Allied Powers Europe) in Paris ernannt und übernahm nach seiner Rückkehr im August 1960 als Generalmajor den Posten als Kommandant des US Army War College. Nach Beendigung dieser Verwendung wurde er im März 1962 Kommandierender General des III. US-Korps (III Corps) in Fort Hood. Im Anschluss wurde er im Dezember 1963 Kommandierender General des in Südkorea stationierten I. US-Korps (I Corps).

### Kommandierender General der 1. und 4. US-Armee
Im März 1965 löste Generalleutnant Thomas Weldon Dunn Generalleutnant Robert W. Porter als Kommandierender General der 1. US-Armee (First US Army). Diesen Kommandeursposten hatte er bis Januar 1966 inne. Zugleich war er zwischen 1965 und 1966 Standortkommandant von Fort Jay auf Governors Island in der Upper New York Bay. Er vertrat die Vereinigten Staaten zudem im Militärischen Stabsausschuss der Vereinten Nationen. Als im Januar 1966 die 2. US-Armee (Second US Army) aufgelöst und von der 1. US-Armee mit neuem Hauptquartier in Fort George G. Meade übernommen wurde, wurde er vom bisherigen Kommandierenden General der 2. US-Armee Generalleutnant William F. Train abgelöst.
Dunn wiederum wurde daraufhin im Januar 1966 Kommandierender General der 4. US-Armee (Fourth US Army) in Fort Sam Houston. Dunn selbst schied im Juni 1967 aus dem aktiven Militärdienst aus. Für seine Verdienste wurde ihm am 26. Juli 1967 die Army Distinguished Service Medal verliehen.
Dunn war mit Caroline Kennington Dunn verheiratet, einer Tochter von Oberst Alfred Eldrekin Kennington. Nach seinem Tode wurde er auf dem Friedhof der United States Military Academy bestattet.

## Auszeichnungen
Auswahl der Dekorationen, sortiert in Anlehnung an die Order of Precedence of Military Awards:
- Army Distinguished Service Medal
- Silver Star
- Legion of Merit (2×)
- Bronze Star
- Army Commendation Medal (2×)